# Arandas (cráter)
Arandas es un cráter de impacto del planeta Marte situado a 42.7° Norte y 15.1° Oeste (42.4° Norte y 344.9° Este). El impacto causó una abertura de 24.76  kilómetros de diámetro en la superficie del cuadrángulo MC-04 del planeta, conocido como cuadrángulo Mare Acidalium. El nombre fue aprobado en 1976 por la Unión Astronómica Internacional en honor a la localidad de Arandas (México).